# Leka II da Albânia
Leka II da Albânia (Leka Anwar Zog Reza Baudouin Msiziwe Zogu, 26 de março de 1982), também conhecido como Leka, Príncipe da Albânia, é um pretendente ao extinto trono da Albânia e chefe da Casa de Zogu.
No momento do seu nascimento, em 26 de março de 1982, o governo sul-africano, por ordem do Primeiro-ministro Pieter Willem Botha, declarou a sua maternidade como extraterritorial, para garantir que Leka nascesse em solo albanês. Leka é filho único de Leka, Príncipe Herdeiro da Albânia e de sua esposa Susan, Princesa Herdeira da Albânia. Ele é o único neto do Rei Zog I da Albânia, sucedendo como chefe da casa real após a morte de seu pai em 2011. Ele trabalhou como funcionário nos Ministérios do Interior e das Relações Exteriores do país. Ele também atuou como conselheiro político do presidente albanês de 2012 a 2013. 
Em maio de 2010, Leka ficou noivo de Elia Zaharia,  uma atriz e cantora albanesa. Eles se casaram em 8 de outubro de 2016 em Tirana.  Em janeiro de 2024, eles revelaram que estavam se divorciando. 

## Nome
Seu nome completo é Leka Anwar Zog Reza Baudouin Msiziwe Zogu, foi nomeado em homenagem ao presidente egípcio Anwar El Sadat, ao seu avô, Rei Zog I, ao Xá do Irã, Mohammed Reza, e a Balduíno I, Rei dos Belgas. Msiziwe é um termo Zulu que significa “aquele que foi assistido”. 

## Biografia
Leka nasceu em Joanesburgo, África do Sul, em 26 de março de 1982. Leka foi educado na África do Sul no St Peter's College, em Joanesburgo, e no Reino Unido na Royal Military Academy Sandhurst, onde foi nomeado Melhor Estudante Estrangeiro da Academia, sendo felicitado pelo Ministro da Defesa albanês.  Também foi educado na Academia Militar de Skanderbeg, na Albânia, na Università per Stranieri, em Perugia, onde estudou a língua italiana, e no Kosovo, onde estudou relações internacionais. 
Leka reside em Tirana. Ele fala albanês, inglês, um pouco de zulu e italiano. Ele é dono de cães boxer e seus interesses incluem artes marciais, vôlei e natação. Ele gosta de vida selvagem e já participou de montanhismo, rapel e tiro ao alvo. 
Em 5 de abril de 2004, Leka aceitou a Medalha Madre Teresa em nome de sua falecida avó, a Rainha Geraldina, por seus esforços humanitários. 
Em 24 de junho de 2010, o Príncipe Leka inaugurou uma blue plaque na Parmoor House em Buckinghamshire, Reino Unido, que foi a casa do Rei Zog durante seu exílio durante a guerra. 

## Serviço público
Em 21 de agosto de 2007, o ministro das Relações Exteriores, Lulzim Basha, anunciou que Leka havia sido nomeado para o seu cargo. O príncipe pretendia seguir carreira na diplomacia.  Após três anos foi transferido para o cargo de Ministro do Interior. Após a eleição de Bujar Nishani como presidente em 2012, Leka foi nomeado conselheiro político do presidente. 
Leka foi considerado candidato nas eleições presidenciais albanesas de 2022,   embora a posição tenha ido para Bajram Begaj.

## Vida pessoal
Leka conheceu Elia Zaharia em Paris, e em maio de 2010 ficaram noivos. Desde então, ela o acompanhou na maioria de suas visitas e reuniões com membros de famílias reais. Ela também é chefe da Fundação Rainha Geraldina, que é uma organização humanitária, de caridade e sem fins lucrativos, criada pela Corte Real. A fundação pretende estar perto das famílias albanesas que precisam de ajuda e das crianças que precisam de cuidados. Reconstruiu inúmeras escolas e jardins de infância no norte da Albânia, especialmente no distrito de Mat, de onde vem a família Zogu. 
Em 27 de março de 2016 foi anunciado por Skënder Zogu (nascido em 1933), membro da família Zogu, que o casal se casaria em 8 de outubro de 2016 no Palácio Real de Tirana. 
Foi anunciado em sua página do Instagram em 15 de janeiro de 2024 que o príncipe Leka e Elia se divorciariam mutuamente, pois seu casamento não estava mais funcionando.   Leka também confirmou os planos de divórcio dois dias antes em sua página pessoal do Instagram. Eles se divorciaram em 25 de abril de 2024. 

### Casamento

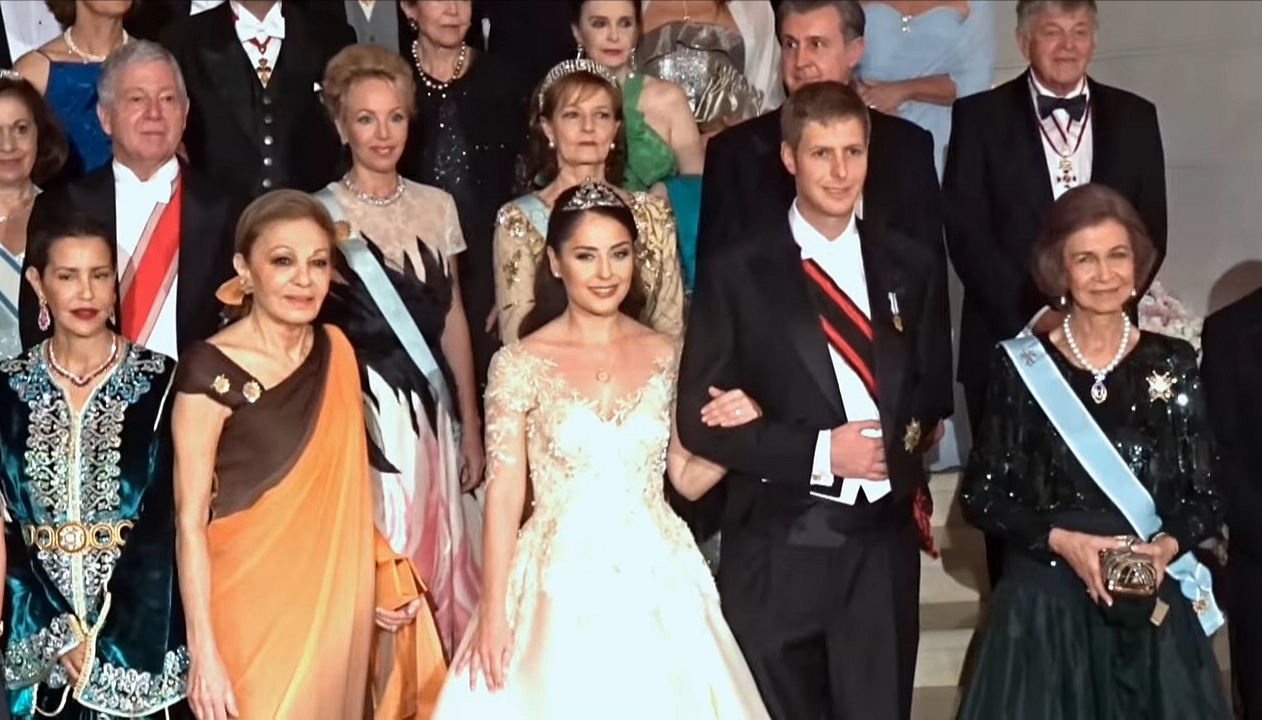
Casamento, 2016. Primeira fila, da esquerda para a direita: Princesa Lalla Meryem de Marrocos, Imperatriz Farah do Irã, Elia, Leka, Rainha Sofia da Espanha. Segunda fila, da esquerda para a direita: Alexandre, Príncipe Herdeiro da Iugoslávia, Princesa Camila de Bourbon-Duas Sicílias, Margarida da Roménia, Príncipe Radu da Romênia, Nicolau, Príncipe de Montenegro.

Leka se casou no sábado, 8 de outubro de 2016, em Tirana. A cerimónia foi semi-oficial, realizada em Tirana, no Palácio Real, com muitos convidados, incluindo membros de outras famílias nobres e reais. O evento foi um casamento civil oficializado pelo prefeito de Tirana, Erion Veliaj. Uma bênção foi dada pelos cinco líderes religiosos da Albânia que representam as religiões do Islão sunita, Bektashi, e as tradições cristãs ortodoxas, católicas e protestantes. Esta tradição da família real albanesa faz parte da tradição de tolerância religiosa na Albânia. 
Os convidados do casamento incluíam amigos e parentes de todo o mundo, incluindo parentes de sua mãe da Austrália. Os convidados também incluíam membros de outras famílias reais de países vizinhos e de outros lugares. Estes incluíam a Rainha Sofia da Espanha e o Príncipe e a Princesa Miguel de Kent. O príncipe Michael de Kent é primo-irmão da Rainha Elizabeth II e sua esposa, a princesa Michael de Kent, é parente do príncipe Leka através de sua mãe, a condessa Marianne Szapáry, que era prima em 5º grau da rainha Géraldine e havia sido dama de honra em seu casamento com o rei. Zog em 1938. Outros convidados reais incluíam a Imperatriz Farah do Irã, o Príncipe Herdeiro Alexandre e a Princesa Herdeira Catarina da Iugoslávia, a Princesa Herdeira Margarida da Romênia e o Príncipe Radu da Romênia, Nicolau, Príncipe de Montenegro, o  Príncipe Gulherme do Luxemburgo juntamente com a Princesa Sibilla, Jorge Frederico, Príncipe da Prússia, Princesa Léa da Bélgica e outros membros das famílias reais da Rússia, Liechtenstein, Romênia, Grécia, Geórgia, Marrocos e membros de outras famílias nobres. Os Chefes de Estado da Albânia também participaram na cerimónia. 

### Filhos
Elia deu à luz uma filha em 22 de outubro de 2020 no Hospital Maternidade Rainha Geraldina em Tirana, no 18º aniversário da morte da avó de Leka,  Rainha Geraldina. A filha deles foi nomeada Geraldine em sua homenagem.    Em 28 de janeiro de 2023, dia do seu batismo, seu nome completo é Geraldine Sibilla Francesca Susan Marie, e seus padrinhos são a princesa Sibilla de Luxemburgo e Thomas Frashëri, um amigo da família. 

## Honras e prêmios

### Honras

#### Honras dinásticas nacionais
- Casa de Zogu: Cavaleiro Soberano com Colar da Ordem Real da Albânia[25]
- Casa de Zogu: Soberano Cavaleiro Grã-Cruz da Ordem da Fidelidade[25]
- Casa de Zogu: Soberano Cavaleiro Grã-Cruz da Ordem de Skanderbeg[25][26]
- Casa de Zogu: Soberano da Ordem Militar e Medalha de Bravura[27]

#### Honras estrangeiras
- Família Real Italiana: Cavaleiro da Grã-Cruz da Ordem Real dos Santos Maurício e Lázaro[28]
- Família Real das Duas Sicílias: Cavaleiro da Grã-Cruz da Ordem Real de Francisco I[29]
- Família Imperial Russa: Cavaleiro da Grã-Cruz da Ordem Imperial de Santo André[30]
- Casa Real de Gaçane: Cavaleiro Grande Colar da Ordem Equestre de Miguel Arcanjo[31]
- Ordem Militar Soberana de Malta: Cavaleiro da Grã-Cruz da Ordem do Mérito[32]

### Prêmios
- Albânia – Cidadão Homenageado da Cidade de Burrel (2012)[5]
- Albânia – Cidadão Homenageado da Comuna de Bërdicë (2012)[5]
- Estados Unidos – Chave da Cidade de New Orleans (2011)[5]
- Estados Unidos – Prefeito Honorário da Cidade de Baton Rouge[5]